# Física islâmica medieval
A física no Islamismo medieval abrange as áreas da física experimental, física matemática e física teórica. Os campos da física que foram estudados por cientistas muçulmanos durante essa época compreendiam também óptica e magnetismo (que hoje fazem parte do eletromagnetismo), mecânica (incluindo estática, dinâmica, cinemática e os movimentos) e astrofísica. Tais estudos floresceram no mundo islâmico durante a Idade de Ouro do Islã, que foi do século VII ao XVI.

## Visão geral
No Islamismo medieval, a física experimental iniciou-se no Iraque e no Egito, a partir do trabalho do físico muçulmano ibne Alhaitã (conhecido como Alhazém no Ocidente), o qual é considerado o "pai da óptica moderna" e o físico mais importante da Idade Média, por ter desenvolvido o primeiro método científico experimental descrito em Tesouro da óptica.
George Sarton, o "pai da história da ciência", escreveu em sua Introdução à História da Ciência:
[Ibn al-Haytham] não foi apenas o maior físico muçulmano, mas foi de todas as formas o maior dos tempos medievais.
Os trabalhos de Ibn al-Haytham revelam sua boa evolução da capacidade experimental. Suas tabelas de ângulos de incidência correspondentes à refração da luz que passa de um meio para outro mostram o quão próximo ele se aproximou da descoberta da lei da constância da razão entre os senos, mais tarde atribuída à Snell. Ele estava correto ao relacionar a decadência dos raios solares no crepúsculo com à refração atmosférica, estimando a posição do Sol em 19° abaixo do horizonte, tanto no início do crepúsculo no período da manhã como no seu término, à noite.
Matthias Schramm escreveu em Ibn al-Haythams Weg zur Physik:
Através de uma análise mais aprofundada das concepções de Ibn al-Haytham sobre modelos matemáticos e o papel que eles desempenham na sua teoria da percepção, torna-se evidente que ele foi o verdadeiro fundador da física no sentido moderno da palavra; na verdade, ele antecipou por seis séculos as ideias férteis que marcariam o início deste novo ramo da ciência.
Outro físico muçulmano importante da era medieval e que contribuiu para a física experimental foi Albiruni, que desenvolveu o primeiro método experimental para a mecânica. Ibn al-Haytham e Albiruni introduziram também os primeiros métodos experimentais para a astronomia e astrofísica, enquanto que Albiruni e Alcazini unificaram a estática e a dinâmica dentro da ciência da mecânica, além de combinar a hidrostática com a dinâmica para criar o ramo da hidrodinâmica.

## O Islamismo e a física
O Alcorão afirma uma certa "insistência de que o Universo é regido por um único conjunto de leis" que foi "enraizado no conceito islâmico de tawhîd, a unidade de Deus", bem como o seu "respeito maior para os dados empíricos que eram comuns na precedente civilização grega". Isto inspirou os muçulmanos a dar uma maior ênfase à observação empírica [10], em contraste com antigos filósofos gregos, tais como os platônicos e aristotélicos, que expressavam um enorme receio em relação à percepção, ao invés de enxergar a razão sozinha como suficiente para a compreensão da natureza. A insistência do Alcorão na observação, na razão e na contemplação ("ver", "pensar" e "contemplar"), por outro lado, levou os muçulmanos a desenvolver um método científico inicial com base nestes princípios, especialmente na observação experimental. Muhammad Iqbal referiu-se a este fato como:
… o propósito empírico principal do Alcorão, que gerou em seus seguidores um sentimento de reverência para o real e, finalmente lhes fez os fundadores da ciência moderna. Foi um momento importante despertar o espírito empírico numa época que renunciou ao visível como não possuindo nenhum valor na busca dos homens por Deus.
Alhazém atribuiu o seu método experimental e o ceticismo científico à sua fé islâmica. Ele acreditava que todos os seres humanos possuíam defeitos intrínsecos, e que somente Deus era perfeito. Ele argumentava que, para descobrir a verdade sobre a natureza, era necessário eliminar as opiniões humanas e os erros, a fim de permitir que o universo fale por si próprio. Alhazém, em O movimento do ar, escreveu ainda que a fé só deve ser empregada aos profetas do Islã, e não a quaisquer outras autoridades, nesta seguinte comparação entre a tradição islâmica profética e as ciências demonstrativas:
A partir das declarações feitas pelo nobre xeique, está claro que ele acredita nas palavras de Ptolomeu em todos os sentidos, sem recorrer a demonstrações ou provas, e sim à imitação pura (taqlid). É como se os especialistas na tradição profética depusessem sua fé nos profetas, Deus os abençoaria. Mas não é dessa forma que os matemáticos têm fé nos especialistas em ciências demonstrativas.
Alhazém descreveu sua busca pela verdade e pelo conhecimento como uma forma de conduzi-lo para mais próximo de Deus:
Eu busquei constantemente o conhecimento e a verdade, e isso me fez ter convicção de que para aceder ao esplendor e à proximidade com Deus, não há maneira melhor que buscar a verdade e o conhecimento.
O apoio de Ali Kuşçu (1403-1474) ao defender a rotação terrestre, além da sua rejeição à cosmologia aristotélica (que defende uma Terra estacionária) também foi motivada pela oposição religiosa ao aristotelismo por teólogos islâmicos ortodoxos, tais como al-Ghazali.

## O método científico
Os cientistas muçulmanos deram mais ênfase à experimentação do que as civilizações antigas anteriores (por exemplo, a filosofia grega deu maior ênfase à razão, não ao empirismo), tudo devido às influências do Alcorão e Suna para a observação empírica, além dos métodos rigorosos históricos estabelecidos na ciência do hadiz (ou hadith). Assim, os cientistas muçulmanos combinaram as observações precisas, experimentos controlados e registros cuidadosos com novas abordagens para a investigação científica, as quais levaram ao desenvolvimento do método científico. Em particular, as observações empíricas e as experiências de Alhazém em seu Tesouro da óptica (1021) são vistas como o início do método científico moderno, que ele introduziu primeiramente na óptica e na astrofísica. Rosanna Gorini escreve:
De acordo com a maioria dos historiadores, al-Haytham foi o pioneiro do método científico moderno. Ele mudou com o seu livro o significado do termo óptica e estabeleceu as experiências de óptica como modelos de comprovação nesse ramo. Suas investigações não são baseadas em teorias abstratas, mas sim em fatos experimentais. Suas experiências eram sistemáticas e repetitivas.
Outros métodos experimentais pioneiros foram desenvolvidos: por Geber, na alquimia e química; por Alquindi, nas ciências da Terra; e por Albiruni, na astrofísica e mecânica. O desenvolvimento mais importante do método científico, bem como a utilização da experimentação e da quantificação para a distinção entre teorias científicas concorrentes colocadas dentro de uma orientação geral empírica, foi apresentado pelos cientistas muçulmanos.
Robert Briffault escreveu em A construção da humanidade:
A dívida da nossa ciência com a dos árabes não consiste em descobertas surpreendentes ou teorias revolucionárias; a ciência deve muito mais à cultura árabe a sua existência. O mundo antigo, como vimos, era pré-científico. A astronomia e a matemática dos gregos eram uma importação estrangeira nunca completamente climatizada na cultura grega. Os gregos sistematizaram, generalizaram e teorizaram, mas as formas pacientes de investigação, além do acúmulo de conhecimento indiscutível, os métodos precisos da ciência, a observação detalhada e prolongada e as pesquisas experimentais eram completamente alheias ao temperamento grego. [...] O que chamamos de ciência surgiu na Europa como resultado de um novo espírito de indagação, de novos métodos de investigação, dos métodos de experimentação, observação e medição e do desenvolvimento da matemática numa forma desconhecida para os gregos. É este espírito e são esses os métodos que foram introduzidos no mundo europeu pelos árabes.
A ciência é a contribuição mais significativa da civilização árabe para o mundo moderno, mas seus frutos foram lentos em amadurecimento. Não muito tempo depois de a cultura mourisca se afundar novamente na escuridão, o gigante que ela havia dado à luz se levanta com toda a força. Não foi apenas a ciência que trouxe a Europa de volta à vida. Outras influências múltiplas da civilização islâmica comunicaram o seu primeiro brilho à vida europeia.
George Sarton escreveu em Introdução à História da ciência:
A principal realização da Idade Média, bem como a menos óbvia, foi a criação do espírito experimental. Isso se deveu principalmente aos muçulmanos até o século XII.
Oliver Joseph Lodge escreveu em Pioneirismos da Ciência:
A única ligação eficaz entre a antiga e a nova ciência é conferida pelos árabes. A idade das trevas vem como uma abertura total na história científica da Europa, e por mais de mil anos não houve um homem de caráter científico, exceto no mundo árabe.
Muhammad Iqbal escreveu em A reconstrução do pensamento religioso no Islã:
Assim, o método experimental, bem como a razão e a observação, introduzidas pelos árabes, foram as responsáveis pelo rápido avanço da ciência durante a época medieval.

### O método científico de Alhazém
Alhazém, considerado o "pai da óptica moderna", utilizou o método científico para obter os resultados descritos no famoso Tesouro da óptica (1021). Em particular, ele combinou observações, experiências e argumentos racionais para mostrar que a sua teoria moderna da intromissão da visão, onde os raios de luz são emitidos a partir dos objetos e não dos olhos, é cientificamente correta, além de que a antiga teoria de emissão da visão, sustentada por Ptolomeu e Euclides (onde os olhos emitem raios de luz), e a antiga teoria da intromissão de Aristóteles (onde os objetos emitem partículas físicas para os olhos), estavam incorretas. Sabe-se que Roger Bacon era familiarizado com o trabalho de Ibn al-Haytham.
Alhazém desenvolveu métodos experimentais rigorosos e testes científicos comparativos para verificar hipóteses teóricas e justificar conjecturas indutivas. O método científico de Alhazém era semelhante ao método científico moderna no que se refere aos seguintes procedimentos:
1. Observação
2. Formulação do problema
3. Formulação da hipótese
4. Verificação da hipótese com a utilização da experimentação
5. Análise dos resultados experimentais
6. Interpretação dos dados e formulação da conclusão
7. Descrição dos resultados

Um aspecto associado à investigação óptica de Alhazém está relacionado com a dependência sistêmica e metodológica sobre a experimentação (i'tibar) e testes comparativos em suas investigações científicas. Além disso, suas diretrizes experimentais repousam na combinação da física clássica ('ilm tabi'i) com a matemática (ta'alim; geometria em particular), em termos da concepção dos fundamentos básicos, o que pode ser designado como um processo hipotético-dedutivo na pesquisa científica. Esta abordagem física-matemática para a ciência experimental sustentou a maior parte de suas proposições no Kitab al-Manazir (Acerca dos aspectos; De aspectibus ou Perspectivae) e as suas teorias sobre visão, luz e cores, assim como suas pesquisas em catóptrica e dióptrica. Seu legado tornou-se mais avançado devido à "reforma" de sua óptica por Kamal al-Din al-Farisi (falecido aproximadamente em 1320) no sucessor Kitab Tanqih al-Manazir (A revisão da óptica [de Alhazém]).
O desenvolvimento do método científico é considerado fundamental para a ciência moderna, e alguns especialistas – especialmente filósofos da ciência e cientistas experimentais – consideram as investigações anteriores da natureza como pré-científicas. Alguns consideram Alhazém como o "primeiro cientista" por esta razão.
Alhazém empregou também o ceticismo científico e a crítica, além de enfatizar o papel do empirismo. Ele também explicou o papel da indução no silogismo, e criticou Aristóteles pela sua deficiência na contribuição do método da indução, o qual Alhazém considerava superior ao silogismo. Ele ainda considerava a indução como o requisito básico para a verdadeira pesquisa científica.
O Tesouro da óptica foi o primeiro livro a enfatizar o papel da experimentação como uma forma de verificar a investigação científica. Ele também foi o primeiro cientista a adotar uma forma positivista em sua abordagem, séculos antes de elaborar-se uma definição de positivismo. Em Tesouro da Óptica, ele escreve: "Nós não iremos além da experiência, e não podemos nos contentar em usar conceitos puros na investigação de fenômenos naturais", além de que a compreensão destes não pode ser adquirida sem a matemática. Depois de admitir que a luz é uma substância material, ele não aprofunda a discussão da sua natureza, mas limita suas investigações à difusão e à propagação da luz. As únicas propriedades da luz que ele leva em consideração são as que podem ser tratadas pela geometria e provadas pelas experiências, observando que a energia é a única qualidade da luz que pode ser sentida.
O conceito de navalha de Occam também está presente em Tesouro da óptica. Por exemplo, após demonstrar que a luz é produzida por objetos luminosos e emitida ou refletida dentro dos olhos, ele conclui afirmando que "a extramissão dos raios [visíveis] é supérflua e inútil." Em O modelo dos movimentos, Al-Hazen também utiliza um aspecto da navalha de Occam, onde emprega apenas hipóteses mínimas relativas às propriedades que caracterizam os movimentos astronômicos, uma vez que ele tenta eliminar do seu modelo planetário as hipóteses cosmológicas que não podem ser observadas da Terra.
Em sua obra Almagesto de Ptolomeu, Alhazém comenta sobre a dificuldade de atingir-se o conhecimento científico:
A verdade é procurada por si própria, [mas] as verdades [Alhazém avisa que] estão imersas em incertezas [e em “autoridades” científicas (como Ptolomeu, a quem ele muito respeita), os quais não estão] imunes à erros…
Ele declara que a crítica às teorias existentes – que são predominantes no livro – ocupam um lugar especial no crescimento do conhecimento científico:
Portanto, o investigador da verdade não é aquele que estuda as obras anteriores e, seguindo uma disposição natural, deposita sua confiança nelas, mas sim aquele que deposita sua fé nelas e questiona o que se obtém delas; é aquele que se submete à discussão e à demonstração, e não às palavras de um ser humano cuja natureza é repleta de todos os tipos de imperfeição e deficiência. Assim, o dever do homem que investiga os documentos científicos, caso seu objetivo seja aprender a verdade, é tornar-se um inimigo de tudo o que lê e, direcionando sua mente para o centro e para as margens de seu conteúdo, atacá-lo de todos os lados. Ele também deve suspeitar da sua análise crítica dos mesmos, de modo a  evitar qualquer forma de preconceito ou lenidade.

### A metodologia de Albiruni e Avicena
Albiruni (973-1048) também introduziu um primeiro método científico em quase todas as áreas de investigação que estudou. Por exemplo, em seu tratado sobre mineralogia, Kitab al-Jamahir (Livro sobre pedras preciosas), Albiruni é "o mais preciso dos cientistas experimentais", enquanto que na introdução de seu estudo sobre a Índia, ele declara que "para a realização do nosso projeto, não foi possível seguir o método geométrico" e desenvolve a sociologia comparativa como um método científico nesta área. Ele também foi responsável pela introdução do método experimental na mecânica, e foi um dos primeiros a conduzir experiências elaboradas relativas a fenômenos astronômicos.
A metodologia científica de Albiruni era semelhante à metodologia moderna em vários aspectos, especialmente na ênfase à experimentação repetitiva. Albiruni demonstrava preocupação com a maneira de conceituar e evitar erros sistemáticos e aleatórios, como "os erros causados pela utilização de instrumentos pequenos e cometidos por observadores humanos." Ele argumentou que se os instrumentos produzirem possíveis erros ou devido às suas imperfeições ou às qualidades idiossincráticas, então deve-se fazer observações múltiplas que devem ser analisadas qualitativamente e, com esta base, chegar-se a um “valor único e comum resultante da pesquisa constante", quer seja uma média aritmética ou uma estimativa "confiável". Ele também introduziu o método de verificação de testes durante as experiências.
Em Al-Burhan (Sobre a demonstração), seção de O Livro da cura (1027), Avicena discute a filosofia da ciência e descreve um método inicial de investigação científica. Ele discute os Analíticos Posteriores, de Aristóteles, e diverge deste de forma significativa em diversos pontos. Avicena discutiu a questão de uma metodologia adequada para a investigação científica e a questão "Como se deve adquirir os primeiros princípios de uma ciência?" Ele questionou as maneiras de um cientista chegar “aos axiomas ou hipóteses iniciais de uma ciência dedutiva, sem inferi-las de premissas mais básicas”. Ele explica que a situação ideal é quando entende-se que "existe uma relação entre as condições, o que permite a certeza absoluta e universal". Avicena então acrescenta dois outros métodos para chegar-se aos princípios fundamentais: o antigo método aristotélico da indução (istiqra) e o método da análise e experimentação (tajriba). Avicena critica a indução aristotélica, argumentando que ela "não leva ao absoluto, ao universal e a premissas evidentes que o próprio método propõe-se a fornecer." Ao invés disso, Avicena desenvolve "um método de experimentação como um meio-termo para a investigação científica."
Em comparação com o método científico de Avicena, onde "as questões gerais e universais vêm em primeiro lugar e levam ao trabalho experimental", Albiruni desenvolveu métodos científicos onde "proposições universais saem da prática, que é o trabalho experimental" e "as teorias são formuladas a partir das descobertas", como o indutivismo. Devido às diferenças entre os dois métodos científicos, Albiruni se refere a si mesmo como um cientista da matemática e a Avicena como um filósofo, durante um debate entre os dois estudiosos.

## Óptica

### Óptica geométrica
No campo da óptica, Alquindi (801-873) foi um dos primeiros escritores importantes sobre ótica geométrica no mundo islâmico. Em um trabalho conhecido no Ocidente como De radiis stellarum, al-Kindi desenvolveu uma teoria "onde tudo no mundo… emite raios [de luz] em todas as direções, que preenchem o mundo todo."

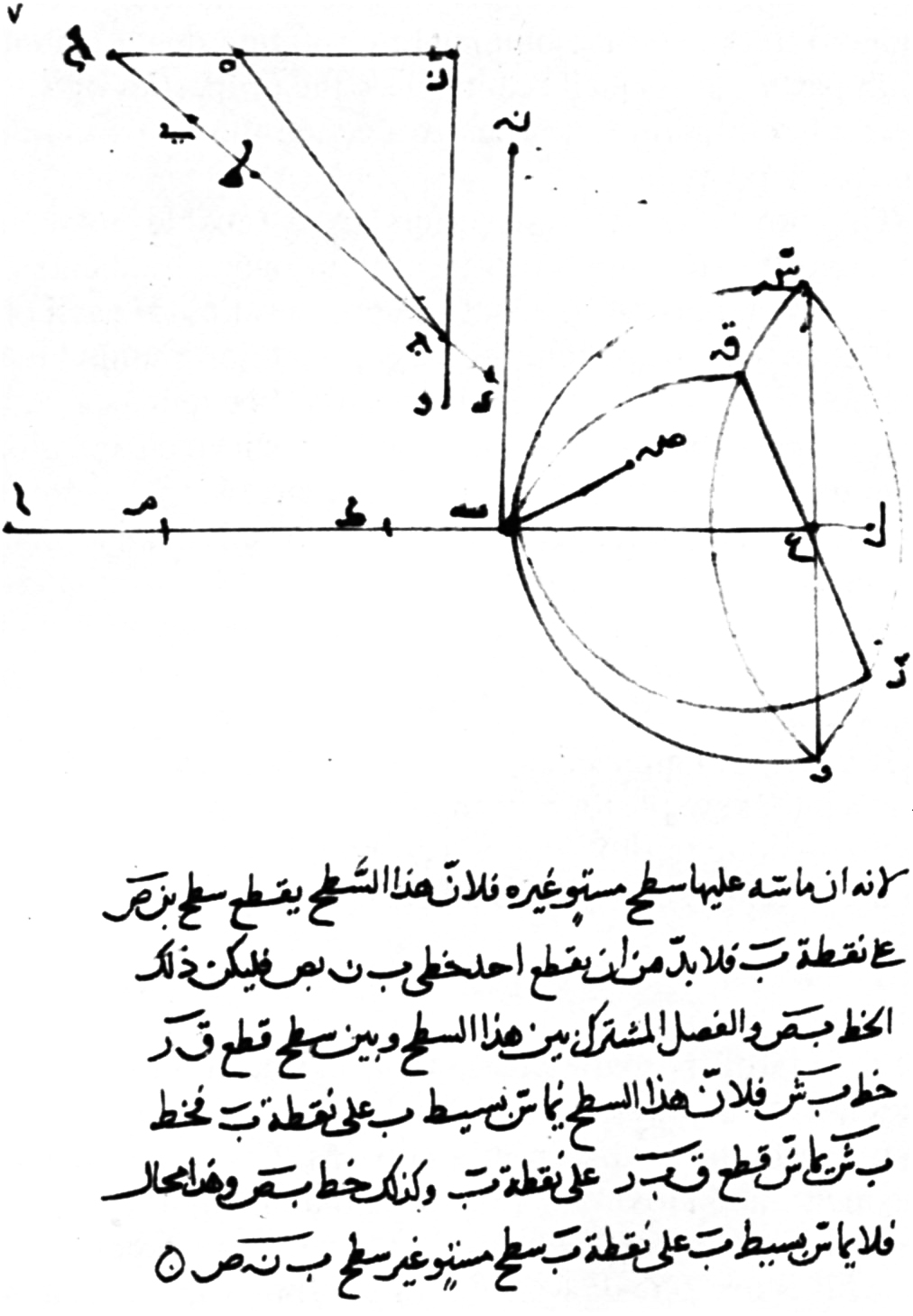
Página de um manuscrito de Ibn Sahl, mostrando sua descoberta da lei da refração (lei de Snell)

Ibn Sahl (c. 940-1000), um matemático e físico ligado ao tribunal de Bagdá, escreveu o tratado Sobre espelhos e lentes candentes, no ano de 984, onde expôs, do seu ponto de vista, como os espelhos curvos e lentes desviam e concentram a luz. Ibn Sahl é então creditado com a primeira descoberta da lei da refração, geralmente chamada lei de Snell. Ele ainda utilizou sua lei para elaborar formatos de lentes que direcionam a luz sem que haja aberrações de esfericidade geométrica, conhecidas como lentes anaclásticas.

### O início da óptica física
Ibne Alhaitã (conhecido na Europa Ocidental como Alhazém) (965-1040), frequentemente visto como o "pai da óptica" e pioneiro do método científico, formulou "a primeira alternativa abrangente e sistemática às teorias ópticas gregas." Seus achados chaves eram dois: primeiro, insistiu que a visão ocorre somente devido aos raios luminosos que incidem nos olhos e que os raios que supostamente emanavam dos olhos está errado. Segundo, definir a natureza física dos raios discutida por escritores de óptica geométrica anteriores, considerando os raios de luz como formas de luz e cor. Estas atualmente constituem a base da ótica física moderna. Ele desenvolveu a câmera escura para demonstrar que a luz e as cores de velas diferentes passavam através de uma abertura simples em linha reta, sem se misturar na abertura. Ele então analisou esses raios físicos de acordo com os princípios da ótica geométrica. Alhazém também aplicou o método científico experimental como uma forma de demonstração em óptica. Escreveu muitos livros sobre óptica; o mais significativo é o Tesouro da óptica (ou Livro de ótica – Kitab al Manazir, em árabe), e que foi traduzido para o latim como De aspectibus ou Perspectiva, que disseminou suas ideias para a Europa Ocidental e teve grande influência em desenvolvimentos posteriores da óptica.

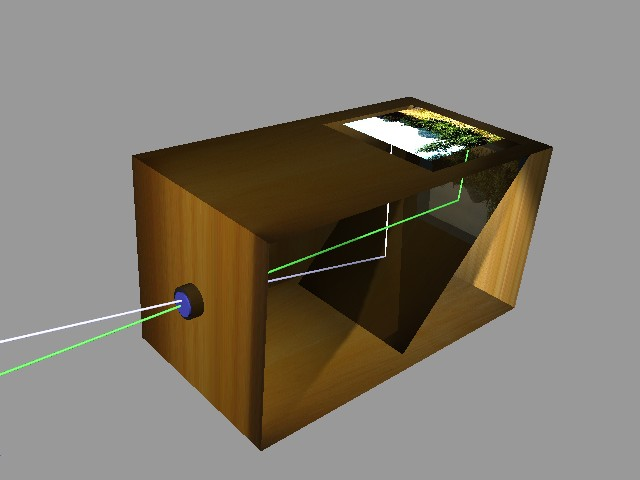
Alhazém desenvolveu a câmera escura e a câmera com orifício para realizar experiências de óptica

Alhazém (965-1039), em sua vasta teoria sobre luz e óptica no Tesouro da óptica, explica a visão usando geometria e anatomia, e afirma que cada ponto sobre um objeto ou área iluminada irradia raios de luz em todas as direções, mas que apenas um raio de cada ponto – o que salta aos olhos perpendicularmente – pode ser visto. Os outros raios saltam em ângulos diferentes e não são vistos. Para sustentar seus argmentos, ele utiliza o exemplo da câmara escura e da câmera provida de uma abertura do tamanho de uma cabeça de alfinete – esta produz imagens invertidas. Esta teoria contradiz a de Ptolomeu da visão, onde os objetos são vistos por raios de luz que emanam dos olhos. Alhacen defende que raios de luz são fluxos de partículas energéticas minúsuculas que viajam em linhas retas a uma velocidade finita. Ele também especula sobre a propagação retilínea e sobre aspectos eletromagnéticos da luz, e descobre que a velocidade da luz é variável, com sua velocidade diminuindo em meios mais densos. A fim de estabelecer que a luz viaja no tempo com velocidade finita, ele realizou um experimento com a câmara escura e declarou: "Se o orifício fosse coberto com uma cortina e a cortina fosse retirada, a luz que entra no orifício gastará tempo para chegar à face oposta." Ele também descreve com precisão a refração da luz, e descobre as leis da refração.
Alhazém também realizou as primeiras experiências sobre a dispersão da luz em suas cores constituintes. Seu principal trabalho, Kitab al-Manazir, foi traduzido para o latim na Idade Média, assim como seu livro que trata as cores do pôr-do-sol. Ele tratou longamente a teoria dos diversos fenômenos físicos, como sombras, eclipses e o arco-íris. Ele também tentou explicar a visão binocular e o fenômeno onde a Lua parece maior no horizonte que no céu. Devido a essas extensas pesquisas na óptica, ele é considerado o pioneiro da ótica física moderna. Alhazém também argumentou corretamente que enxergamos os objetos porque os raios solares – que ele acreditava ser um fluxo de pequenas partículas viajando em linhas retas – eram refletidos pelos objetos até os nossos olhos. Entendia ele que a luz viajaria a uma velocidade grande, mas finita, e que a refração é causada devido à velocidade ser diferente em substâncias diferentes. Ele também estudou espelhos esféricos e parabólicos, e compreendeu como a refração de uma lente permite que as imagens sejam concentradas e ampliadas. Ele entendeu porque matematicamente um espelho esférico produz aberração de esfericidade. O Tesouro da óptica foi posto ao lado do Philosophiae Naturalis Principia Mathematica, de Isaac Newton, como um dos livros mais influentes da história da física, por iniciar uma revolução científica na óptica e na percepção visual.
Robert S. Elliot escreveu o seguinte sobre Alhazém:
Alhazém foi um dos mais habilidosos estudiosos de óptica em todos os tempos e publicou um tratado de sete volumes sobre este tema, que teve grande notoriedade por todo o período medieval, além de influenciar fortemente o pensamento ocidental, principalmente o de Roger Bacon e de Kepler. Este tratado discutiu espelhos côncavos e convexos tanto cilíndricos como esféricos; antecipou o princípio de Fermat do trajeto mínimo da luz; e cogitou a refração e o poder de ampliação das lentes. Essa obra contém uma descrição notavelmente lúcida do sistema óptico do olho, cujo estudo conduziu Alhazém à crença de que a luz consiste de raios que se originam no objeto observado, e não no olho, dando uma explicação diferente à de Euclides e Ptolomeu.
O Tesouro da óptica estabeleceu a experimentação como padrão de comprovação na óptica, além de dar à óptica uma concepção físico-matemática numa etapa bastante anterior que as outras disciplinas matemáticas da mecânica e astronomia. O livro influenciou tanto no mundo islâmico como na Europa Ocidental.

### O inicio da óptica fisiológica
Alhazém discutiu tópicos de medicina e oftalmologia nas seções de anatomia e fisiologia do Tesouro da óptica e em anotações nos trabalhos de Galeno. Ele descreveu com precisão o processo da visão, a estrutura dos olhos, a formação das imagens no olho e o aparelho visual. Ele também descobriu os princípios da lei de Hering da inervação igual, horópteros verticais, a disparidade binocular e aperfeiçoou as teorias sobre visão binocular, percepção de movimentos e horópteros, previamente discutida por Aristóteles, Euclides e Ptolomeu.
Além de discutir a anatomia ocular, ele foi o primeiro autor a tratar de forma independente a "anatomia descritiva" e a "anatomia funcional" do olho. Grande parte da anatomia descritiva foi fiel à anatomia de Galeno, mas com diferenças significativas em sua abordagem. Por exemplo, toda a área do olho por trás da íris constitui o que Alhazém exclusivamente chamou de esfera uveal, e a sua descrição do olho era desprovida de qualquer teoria teleológica ou humoral associadas com a anatomia de Galeno. Ele também descreveu o olho como sendo composto por dois globos que se interceptam, o que foi essencial para seu estudo da anatomia funcional do olho.
Após descrever a constituição do olho, Alhazém faz a sua contribuição mais original ao descrever a anatomia funcional do olho como um sistema óptico, ou um instrumento óptico. Seu experimento com uma fonte de luz múltipla com uma fenda de redução na câmara escura, também conhecida como "a experiência da lâmpada", deu-lhe bases empíricas suficientes para que ele desenvolvesse sua teoria da projeção puntiforme correspondente da luz, que emana da superfície de um objeto para formar sua imagem em uma tela. Esta era a sua comparação com o olho e uma câmara de feixes de luz, ou câmara escura, o que produziu uma síntese entre anatomia e óptica, dando origem a um novo campo da óptica agora conhecido como "óptica fisiológica". Uma vez que ele conceituou os princípios essenciais da projeção a partir de suas experiências com a câmera provida de uma abertura do tamanho de uma cabeça de alfinete, ele concluiu que a inversão da imagem ocorre também no olho, onde a pupila se assemelha ao orifício. Em relação ao processo de formação das imagens, entretanto, ele concordou erroneamente com Avicena ao dizer que o cristalino era o órgão receptivo da visão, mas deu a entender corretamente que a retina também estaria envolvida no processo.

### O arco-íris
Alhazém (965-1039) tentou dar uma explicação científica para o fenômeno do arco-íris. Em seu Maqala fi al-Hala wa Qaws Quzah (Sobre o arco-íris e o halo), ele "explicou a formação do arco-íris como uma imagem que se forma num espelho côncavo. Se os raios de luz provenientes de uma fonte distante refletem-se para qualquer ponto sobre o eixo de um espelho côncavo, eles formam círculos concêntricos naquele ponto. Quando se supõe que o sol é uma fonte densa de luz, o olho do observador é um ponto sobre o eixo do espelho e uma nuvem é uma superfície refletora, então pode-se observar os círculos concêntricos (halo) se formarem no eixo." Ele não conseguiu comprovar suas ideias, pois a tese "a luz do sol é refletida por uma nuvem antes de atingir o olho" não permite uma verificação experimental possível. Esta explicação foi depois retomada por Averróis e, embora incorreta, forneceu a base para as formulações corretas dadas mais tarde por Kamāl al-Dīn al-Fārisī e Teodorico de Freiberg.
Um contemporâneo de Alhazém, Avicena (980-1037), propôs uma explicação alternativa, escrevendo "que o arco-íris não é formado nas nuvens escuras, mas sim na névoa muito fina que fica entre a nuvem e o Sol ou o observador. A nuvem, pensou ele, serve apenas como pano de fundo dessa névoa fina, assim como um revestimento de mercúrio colocado sobre a superfície do vidro traseiro dos espelhos. Avicena não apenas mudaria a posição do arco-íris, mas também a formação das suas cores, mantendo a iridescência apenas como uma sensação dos olhos." Essa explicação, no entanto, também estava incorreta.
Cobadim de Xiraz (1236-1311) propôs uma explicação bastante precisa para o fenômeno do arco-íris. Ela foi elaborada por seu aluno Kamāl al-Dīn al-Fārisī (1260-1320), que deu uma explicação mais satisfatória matematicamente para o arco-íris. Ele "propôs um modelo onde os raios luminosos do sol eram refratados duas vezes por gotas de água, onde uma ou mais reflexões podem ocorrem entre as duas refrações." Ele verificou isso através de uma extensa experiência com uma esfera transparente cheia de água e uma câmara escura. Como ele havia notado, em seu Kitab Tanqih al-Manazir (A Revisão da Óptica), al-Farisi utilizou um grande vaso de vidro transparente com formato esférico, cheio d’água, a fim de ter um modelo experimental em grande escala para uma gota de chuva. Ele então colocou este aparato dentro de uma câmara escura cujo tamanho do orifício era controlado, para a entrada da luz. Ele direcionou a luz para a esfera e finalmente deduziu – através de vários estudos e observações detalhadas de reflexões e refrações de luz – que as cores do arco-íris são o fenômeno da decomposição da luz. Sua pesquisa coincidiu com os estudos do seu contemporâneo Teodorico de Freiberg (embora não se conhecessem, ambos se basearam no legado de Alhazém), e mais tarde com os experimentos de Descartes e Newton sobre dióptrica (por exemplo, Newton realizou uma experiência semelhante no Trinity College, mas utilizou um prisma no lugar da esfera).

### A óptica islâmica posterior
Avicena (980-1037) concordava com Alhazém que a velocidade da luz era finita, como ele mesmo "observou que, se a percepção da luz é devido à emissão de algum tipo de partículas por uma fonte luminosa, a velocidade da luz deve ser finita." Albiruni (973-1048) também concordava que a luz possui velocidade finita, e descobriu que a velocidade da luz é imensamente maior que a velocidade do som.
Abu 'Abd Allah Muhammad ibn Ma'udh, que viveu em Alandalus durante a segunda metade do século XI, escreveu um trabalho sobre óptica, posteriormente traduzido para o latim como Liber de crepisculis, que foi erroneamente atribuído a Alhazém. Tal obra era um "pequeno trabalho contendo uma estimativa do ângulo do desvio do sol no início do crepúsculo matutino e no final do crepúsculo noturno, além de uma tentativa de determinação, com base neste e em outros dados, da elevação da umidade atmosférica, responsável pela refração dos raios solares." Através de suas experiências, ele obteve o valor exato de 18°, que se aproxima do valor atual.
No final do século XIII e início do IV, Cobadim de Xiraz (1236-1311) e seu aluno al-Fārisī (1260-1320) continuaram o trabalho de Alhazém e foram os primeiros a dar a explicação correta para o arco-íris.
Em 1574, Taqi al-Din (1526-1585) escreveu o último grande trabalho árabe sobre óptica, intitulado Kitab Nūr hadaqat al-ibsār wa-nūr haqīqat al-anzār (Livro da Luz do Aluno de Visão e Luz da Verdade da Visão), que contém estudos experimentais em três volumes sobre visão, reflexão da luz e refração da luz. O livro trata da estrutura da luz, sua difusão e a refração geral, e a relação entre luz e cores. No primeiro volume, ele discute "a natureza da luz, as fontes de luz, a natureza da propagação da luz, a formação da visão e o efeito da luz sobre os olhos e sobre a visão". No segundo volume, ele fornece "a prova experimental da reflexão especular do acidente, tanto como a luz essencial, uma formulação completa das leis da reflexão e uma descrição sobre a construção e a utilização de um instrumento de cobre para medição da reflexão em espelhos planos, esféricos, cilíndricos e cônicos, tanto convexos como côncavos." O terceiro volume "analisa a importante questão das variações que a luz sofre ao atravessar meios com densidades diferentes, ou seja, a natureza da refração da luz, a formação da refração, e a natureza das imagens formadas pela luz refratada." Em seus escritos, ele também parece descrever um telescópio rudimentar.

## Mecânica

### Estática e dinâmica
Al-Farabi (872-950) realizou um experimento sobre a existência do vácuo, no qual ele investigou êmbolos manuais em água. Ele concluiu que o volume do ar pode se expandir para preencher o espaço disponível, sugerindo então que o conceito de vácuo ideal era incoerente. No entanto, Alhazém (965-1039) e os teólogos Mu'tazili discordaram de Aristóteles e al-Farabi ao confirmar a existência de um vazio. Usando a geometria, Alhazém demonstrou matematicamente que o lugar (al-makan) é o vazio imaginário tridimensional entre as superfícies internas de um recipiente. Albiruni também afirma que não há evidências observáveis de que as regras fogem da possibilidade de vácuo. Também no início do século XI, Avicena (980-1037) registraram o calor e a umidade do ar seco, utilizando um termômetro rudimentar.
Albiruni (973-1048), e mais tarde Alcazini (1115-1130), foram os primeiros a aplicar o método científico experimental à mecânica, especialmente nos campos da estática e dinâmica, particularmente para determinar pesos específicos, tais como os baseados na teoria do equilíbrio e pesagem. Os físicos muçulmanos unificaram estática e dinâmica na ciência da mecânica combinaram os campos da hidrostática com a dinâmica, dando nascimento à hidrodinâmica. Eles aplicaram as teorias matemáticas das razões e as técnicas infinitesimais, e introduziram a álgebra e técnicas de cálculo elegantes dentro da estática. Eles também generalizaram a teoria do centro de gravidade e aplicaram-na a corpos tridimensionais. Fundaram a teoria da alavanca ponderável e criaram a "ciência da gravidade", mais tarde foi desenvolvida na Europa medieval.
Na estática, Albiruni mediu o peso específico de dezoito pedras preciosas, e descobriu que existe uma correlação entre a densidade de um objeto e o volume de água deslocado por ele. Ele também introduziu o método da verificação de testes durante as experiências, mediu o peso de vários líquidos, e registrou as diferenças de peso entre água doce e água salgada, e entre água quente e água fria.
Durante seus experimentos de mecânica, Albiruni inventou a medida cônica, a fim de encontrar a relação entre o peso de uma substância no ar e o peso da água deslocada, além de medir com precisão os pesos específicos das pedras preciosas e seus minérios correspondentes, o que está muito próxima das medições modernas. Albiruni também percebeu que a aceleração está relacionada com movimentos não-uniformes.
Em 1121, Alcazini, em Livro do equilíbrio da sabedoria, inventou a balança hidrostática e propôs que a gravidade, ou a energia potencial gravitacional de um corpo, varia de acordo com sua distância ao centro da Terra. Na estática, Alcazini diferenciou claramente os conceitos de força, massa e peso, e demonstrou a invariância do peso do ar e a diminuição da sua densidade com a altitude. Ele descobriu que a água se torna mais densa quando está mais próxima do centro da Terra.
A primeira bomba de sucção foi inventada em 1206 pelo engenheiro e inventor árabe Aljazari. A bomba de sucção mais tarde apareceu na Europa no século XV. A bomba 'monobloco' de seis cilindros, de Taqi al-Din, inventada em 1551, poderia também produzir um vácuo parcial, que se forma quando "uma vez que o peso de chumbo se movimenta para cima, ele puxa o pistão com ele, produzindo o vácuo, que suga a água através de uma válvula de charneira que se move em sentido único, dentro do cilindro do pistão."
A medição da viscosidade aparece pela primeira vez em um tratado árabe militar, datado do início do século XIV. A viscosidade (qawam) do óleo destilado é medida pelo número de "palavras", variando entre dez e trinta "palavras" para vários tipos de óleo. Isto é semelhante ao método moderno, onde a viscosidade é medida pelo número de segundos necessários que um determinado volume de petróleo leva para atravessar um orifício calibrado.

### Aerodinâmica
Na aeronáutica, Abbas Ibn Firnas (Armen Firman, 810-887) construiu uma versão primitiva do pára-quedas. John H. Lienhard descreveu-nos em The Engines of Our Ingenuity como segue: "Em 852, um novo experimento bizarro e califa: um aventureiro chamado Armen Firman decidiu voar de uma torre em Córdoba. Ele planou em direção à Terra utilizando um manto enorme como asas, para amenizar a queda".
Abbas Ibn Firnas também foi o primeiro a fazer uma tentativa de voo controlado em uma asa delta, em 875, ao contrário dos voos anteriores com papagaios (pipas), na China antiga, que não eram controláveis. Ibn Firnas controlava manualmente o voo de sua asa-delta, com dois conjuntos de asas artificiais para ajustar a altura e mudar a direção. Ele voltou com sucesso para o mesmo lugar de onde partiu, mas a aterrissagem não foi bem sucedida. O voo de Ibn Firnas é considerado como sendo a primeira tentativa de voo de um objeto mais pesado que o ar na história da aviação. De acordo com Philip Hitti em A História árabe: "Ibn Firnas foi o primeiro homem na História a fazer uma tentativa consumada de voo." Este fato pode ter inspirado duas tentativas posteriores de voo: uma de Aljauari, que morreu em 1003 ou 1008, quando tentou voar com duas asas de madeira e uma corda, do alto do telhado de uma mesquita em Nixapur, Coração, Irã; e a outra de Eilmer de Malmesbury, entre 1000 e 1010 na Inglaterra.
De acordo com Evliya Çelebi, no século XVII, o aviador turco-otomano Hezarfen Ahmet Çelebi fez um voo planador bem sucedido com asas artificiais, entre os anos de 1630 e 1632. Ainda de acordo com Evliya, Lagari Hasan Çelebi, em 1633, partiu do Topkapi Palace e atravessou o Bósforo com o que foi descrito como um foguete em forma de cone com asas. Ele fez um pouso bem sucedido, o que lhe rendeu um cargo no exército turco. O dispositivo foi descrito como sendo um foguete de sete pontas movido a pólvora.

## Física teórica

### Teoria do ímpeto
Avicena (980-1037) desenvolveu uma teoria elaborada do movimento, no qual ele fez uma distinção entre a propensão e a força de um projétil. Ele concluiu que o movimento era resultado de uma propulsão (mayl) transferida para o projétil pelo arremessador, e que o movimento de projéteis no vácuo não cessa. Ele via a propensão como uma força permanente, cujo efeito é dissipado por forças externas, tais como a resistência do ar. Ele também desenvolveu o conceito de momento linear, referindo-se a ele como sendo proporcional ao peso multiplicado pela velocidade. Por esse estudo ele é considerado o pioneiro do conceito de momento linear. Sua teoria de movimento também foi coerente com o conceito de inércia na mecânica clássica, e mais tarde constituiu a base da teoria do ímpeto de Jean Buridan, que exerceu influência no trabalho de Galileu Galilei.
Hibat Allah Abu'l-Barakat al-Baghdaadi (1080-1165) escreveu uma crítica sobre a física aristotélica, intitulada al-Mu'tabar, na qual ele foi o primeiro a negar a ideia de que uma força constante produz movimentos uniformes, ao perceber que uma força aplicada continuamente produz aceleração. Para ele esta era "a lei fundamental da mecânica clássica", uma antecipação precoce da segunda lei de Newton do movimento. Ele também descreveu a aceleração como a taxa de variação da velocidade. Posteriormente, os filósofos Jean Buridan e Alberto da Saxônia, no século XIV, fizeram uma referência a Abu'l-Barakat ao explicar que a aceleração de um corpo em queda é resultante do seu ímpeto crescente. Abu'l-Barakat também modificou a visão de Avicena sobre o movimento de projéteis, e afirmou que o arremessador transmite uma impulsão violenta (mayl qasri) sobre o móvel, e esta diminui à medida que o movel se distancia do arremessador. Abu'l-Barakat também sugeriu que o movimento é relativo, escrevendo que "existe movimento apenas quando as posições relativas dos móveis em questão variam."

### A discussão entre Biruni e Avicena
Albiruni e Avicena (ibne Sina), que são considerados dois dos maiores polímatas da história persa, eram colegas e se conheciam desde a virada do milênio. Biruni mais tarde participou de um debate por escrito com Avicena, onde Albiruni criticava a escola peripatética por aderir à física e à filosofia natural aristotélicas, ao passo que Avicena e seu aluno Amade ibne Ali Almaçumi respondiam às críticas de Albiruni por escrito.
Este debate foi preservado em um livro intitulado al-As'ila wal-Ajwiba (Perguntas e respostas), no qual Albiruni ataca as teorias de Aristóteles sobre física e cosmologia, além de questionar quase todos os axiomas fundamentais da física aristotélica. Por exemplo, ele rejeita a noção de que os corpos celestes têm uma natureza intrínseca, e afirma que seu movimento "poderia muito bem ser coercivo"; sustenta que "não há evidências observáveis que excluem a possibilidade de existência do vácuo", e afirma que não há razão inerente pela qual as órbitas planetárias devem ser circulares e não elípticas. Ele também argumenta que "os axiomas metafísicos sobre os quais os filósofos constroem suas teorias físicas não constituem uma prova válida para astrônomos matemáticos". Isto marca a primeira distinção real entre as inclinações dos filósofos-metafísicos (que ele vê como sendo Aristóteles e Avicena) e dos cientistas-matemáticos (que Albiruni vê como sendo ele próprio). Em oposição aos filósofos, as únicas provas que Albiruni considerava irrefutáveis eram os matemáticos ou as verificações empíricas, e a sua aplicação sistemática do raciocínio matemático rigoroso posteriormente levou à matematização da astronomia islâmica e da natureza.
Albiruni iniciou o debate fazendo a Avicena dezoito perguntas, onde dez delas eram críticas à obra aristotélica Do céu, com a sua primeira pergunta criticando a teoria aristotélica da gravitação para negar a existência de leviandade e gravidade nas esferas celestes e a noção aristotélica do movimento circular sendo uma propriedade inerente dos corpos celestes. A segunda pergunta de Albiruni critica a excessiva crença de Aristóteles aos aspectos mais antigos sobre o céu, enquanto que a terceira critica a visão aristotélica de que o espaço tem apenas seis direções. A quarta questão trata a continuidade e descontinuidade dos corpos físicos, enquanto que a quinta critica a negação peripatética da possibilidade de haver uma espécie de outro mundo completamente diferente do mundo conhecido deles. Em sua sexta pergunta, Albiruni rejeita a visão de Aristóteles sobre as esferas celestes com órbitas circulares ao invés de elípticas. Em sua sétima pergunta, ele rejeita a noção aristotélica de que o movimento dos corpos celestes começa à direita e ao leste, enquanto que a oitava pergunta diz respeito ao ponto de vista de Aristóteles sobre o elemento fogo ser esférico. A nona questão diz respeito à circulação do calor, e a décima trata a transformação de elementos.
A décima primeira questão diz respeito à queima de corpos pela radiação refletida de um balão cheio de água, e a décima segunda fala da tendência natural dos elementos clássicos de moverem-se ascendente ou descendentemente. A décima terceira questão diz respeito à visão, enquanto que a décima quarta fala sobre a vida em diferentes partes da Terra. Sua décima quinta pergunta fala sobre como dois quadrados opostos em um quadrado dividido em quatro podem ser adjacentes, enquanto que a décima sexta questão diz respeito ao vácuo. Sua décima sétima pergunta é: "Se as coisas expandem-se em virtude do aquecimento e contraem-se mediante o resfriamento, por que um balão cheio de água estoura quando a água em seu interior congela?" Sua décima oitava e última questão diz respeito ao fenômeno observável do gelo flutuando na água.
Assim que Avicena responde às perguntas, Albiruni fica insatisfeito com algumas das respostas e escreve-lhe de volta comentando-as; depois o aluno de Avicena, Amade ibne Ali Almaçumi, escreve de volta em nome de Avicena.

### Outras teorias sobre dinâmica e cinemática
Jafar Maomé ibne Muça ibne Xaquir (800-873), dos irmãos Banu Muça, hipotetizou que os corpos e esferas celestes estavam sujeitos às mesmas leis físicas que os da Terra, ao contrário dos antigos, que acreditavam que as esferas celestes seguiram seu próprio conjunto de leis físicas, diferentes da Terra. Em Movimento Astral e A força de atração, ele também faz a hipótese de que existe uma força de atração entre os corpos celestes, o que Robert Briffault viu como a precursora da lei de Newton da gravitação universal. Tabite ibne Curra (836-901) rejeitou a noção aristotélica peripatética de um "lugar natural" para cada elemento. Ele então propôs uma teoria do movimento em que os movimentos ascendentes e descendentes são causados pelo peso, e que o universo é resultado de duas atrações concorrentes (jadhb): uma delas está "entre os elementos sublunar e celeste" e a outra está "entre todas as partes de cada elemento, separadamente".
Alhazém (965-1039) também discutiu a teoria da atração entre massas e, ao que tudo indica, ele conhecia a intensidade da aceleração devida à gravidade, além do fato de que o movimento dos corpos celestes "eram justificados por leis naturais". Alhazém também enunciou a lei da inércia, mais tarde conhecida como primeira lei de Newton, ao afirmar que um corpo se move perpetuamente a menos que uma força externa interrompa ou mude a direção do movimento. Ele também desenvolveu o conceito de momento linear, embora ele não o tenha conceituado matematicamente.
O físico Abdus Salam, que já ganhou o Prêmio Nobel, escreveu o seguinte sobre al-Hazen:
Ibne Alhaitã (Alhazém, 965-1039) foi um dos maiores físicos de todos os tempos. Ele fez contribuições experimentais de níveis mais altos na óptica. Ele enunciou que um raio de luz, ao passar por um meio, segue o caminho que é mais fácil e "mais rápido". Aqui ele estava antecipando por vários séculos o princípio de Fermat do trajeto mínimo da luz. Ele enunciou a lei da inércia, que viria a ser mais tarde a primeira lei de Newton. A parte V de "Opus Majus", de Roger Bacon, é praticamente uma explicação da Óptica de Alhazém.
Albiruni (973-1048) aparece como o primeiro a citar o movimento com atrito como a causa do calor, que por sua vez produz o elemento fogo, e a ausência do movimento como a causa do frio perto dos pólos geográficos:
A terra e a água formam um globo cercado de ar por todos os lados. Então, uma vez que grande parte do ar está em contato com a esfera lunar, este torna-se aquecido como consequência do movimento e do atrito nas áreas em contato. Assim é produzido o fogo, que envolve o ar, menos na parcela próxima aos polos, devido ao retardamento do movimento nessa região.
Ibn Bajjah (Avempace) (? – 1138) argumentou que sempre existe uma força de reação para toda força exercida, o que Shlomo Pines vê como "o precursor da ideia de Leibniz de força" que "subjaz a terceira lei de Newton", embora ele não se referia à força de reação como sendo igual à força exercida. Sua teoria do movimento teve uma influência importante sobre os físicos posteriores, como Galileu.
Averróis (1126-1198) definiu e mediu a força como sendo "a taxa na qual o trabalho é realizado para mudar a condição cinética de um corpo material" e argumentou corretamente que "o efeito e a medida de força são a mudança da condição cinética de uma massa de material sólido." No século XIII, ‘Abd Allah Baydawi hipotetizou que a causa do calor deve-se a qualquer uma destas duas possibilidades:
a) [o calor natural] seria o calor liberado de um átomo de fogo ao ser rompido;
b) o calor pode ocorrer através dos movimentos; a prova disto é experimental.
Em 1253, um texto em latim intitulado Speculum Tripartitum declarou o seguinte sobre a teoria de Avicena sobre o calor:
Avicenna diz em seu livro do céu e da terra, que o calor é gerado a partir do movimento em objetos externas.
No século XIII, Nasīr al-Dīn al-Tūsī enunciou uma versão inicial da lei da conservação da massa, ao observar que a matéria é capaz de se transformar, mas não pode desaparecer. No início do século XVI, al-Birjandi desenvolveu uma hipótese semelhante à noção de Galileu de "inércia circular". A evolução muçulmana da mecânica lançou as bases para o desenvolvimento posterior da mecânica clássica no início da Europa moderna.

## Astrofísica
A obra de Alhazém Maqala fi daw al-qamar (Na Luz da Lua), que ele escreveu tempos antes do seu famoso Tesouro da óptica (1021), foi a primeira tentativa bem sucedida de combinar a astronomia matemática com física, além da primeira tentativa de se aplicar o método experimental à astronomia e astrofísica. Quanto ao luar, ele contestou o parecer universalmente aceito de que a Lua reflete a luz solar como um espelho e concluiu corretamente que ela "emite luz das porções de sua superfície que a luz do sol atinge." Para provar que a luz é emitida por todos os pontos da superfície iluminada da lua", ele construiu um "engenhoso dispositivo experimental."Alhazém tinha "formulado uma concepção clara da relação entre um modelo ideal matemático e um complexo de fenômenos observáveis; em particular, ele foi o primeiro a fazer uma utilização sistemática do método da variação das condições experimentais de um modo constante e uniforme, em um experimento que mostra que a intensidade física da luz formada pela projeção do luar através de duas pequenas aberturas em uma tela diminui constantemente quando uma das aberturas é gradualmente bloqueada".
Em 1574, Taqi al-Din utilizou a astrofísica para explicar o modelo da intromissão da visão. Ele afirmou que uma vez que as estrelas estão a milhões de quilômetros da Terra e que a velocidade da luz é constante, se a luz fosse emitida dos olhos, levaria muito tempo para que a luz "viajasse para a estrela e depois voltasse para o olho. Mas este não é o caso, uma vez que vemos a estrela assim que abrimos os nossos olhos. Portanto, a luz deve emergir do objeto, não dos olhos".

### Mecânica celeste
Na astrofísica e na mecânica celeste, o irmão Banu Muça mais velho, Jafar Maomé ibne Muça ibne Xaquir (século IX) fez contribuições significativas. Ele foi o primeiro a levantar a hipótese de que os corpos e esferas celestes estão sujeitos às mesmas leis físicas que a Terra, ao contrário da Antiguidade, que acreditava que as esferas celestes seguiam seu próprio conjunto de leis físicas diferentes das da Terra. Em Movimento Astral e A força de atração, Maomé ibne Muça propôs que existe uma força de atração entre corpos celestes, o prenúncio da lei de Newton da gravitação universal.
Alhazém, em seu Tesouro da óptica (1021), foi o primeiro a descobrir que as esferas celestes não são feitas de matéria sólida, além de descobrir também que os corpos celestes são menos densos que o ar. Estas opiniões foram mais tarde repetidas por Witelo e tiveram uma influência significativa sobre os sistemas de Copérnico e de Tycho Brahe na astronomia. Em seu Epítome da Astronomia, ele também insistiu que os corpos celestes "eram justificados por leis naturais."
Albiruni foi também um dos primeiros a conduzir experiências elaboradas relativas a fenômenos astronômicos. Ele supôs que a Via Láctea é um conjunto de inúmeras estrelas nebulosas e, em Coração, ele observou e descreveu o eclipse solar no dia 8 de abril de 1019 e o eclipse lunar em 17 de setembro de 1019, em detalhes, além de fornecer a latitude exata da localização das estrelas durante o eclipse lunar. Albiruni também teorizou que a "gravidade" existe no interior dos corpos celestes, e criticou a posição aristotélica de eles não possuírem movimentos de leviandade ou gravidade, além do movimento circular sendo uma propriedade inata dos corpos celestes. Ele também descreveu a gravidade da Terra, como:
A atração de todas as coisas para o centro da Terra.
Em 1121, Alcazini, em seu livro Tratado sobre o equilíbrio da Sabedoria, foi o primeiro a propor a teoria de que as "gravidades" dos corpos, ou sua energia potencial gravitacional, variam de acordo com as suas distâncias ao centro da Terra . Este fenômeno não foi comprovado até o século XVIII. Ele afirma:
Para cada corpo de peso conhecido posicionado a uma certa distância do centro do universo, sua gravidade depende da sua distância ao centro do universo. Por essa razão, as gravidades dos objetos se relacionam com suas distâncias ao centro do universo.

## A Revolução Maragha
Na astronomia islâmica, alguns já descreveram as realizações da escola Maragha nos séculos XIII e XIV como "revolução Maragha", "revolução da escola Maragha" ou "Revolução científica antes da Renascença". Um aspecto importante desta revolução incluía a constatação de que a astronomia deve ter por objetivo descrever o comportamento dos corpos físicos em linguagem matemática, e não continuar sendo uma hipótese matemática que apenas iria "abrigar" os fenômenos. Os astrônomos de Maragha também perceberam que a visão aristotélica do movimento no universo como sendo apenas circular ou retilíneo não era verdadeira, uma vez que o elo-Tusi, desenvolvido por Nasīr al-Dīn al-Tūsī, mostrou que o movimento linear também poderia ser obtido somente através de movimentos circulares.
Ao contrário dos antigos astrônomos gregos e helenistas, que não estavam preocupados com a coerência entre os princípios matemáticos e físicos de uma teoria planetária, os astrônomos islâmicos insistiram na necessidade de combinar a matemática com o mundo real ao seu redor. O mundo evoluiu gradualmente de uma realidade baseada na física aristotélica para uma baseada em uma física empírica e matemática depois do trabalho de Ibn al-Shatir. A Revolução Maragha foi assim caracterizada por um afastamento das bases filosóficas da cosmologia aristotélica e da astronomia ptolomaica, passando a dar uma ênfase maior à observação experimental e à matematização da astronomia e da natureza em geral. Isto é exemplificado nos trabalhos de ibn al-Shatir, Ali al-Qushji, Albirjandi e Xameçadim Alcafri.
Ibne Axatir (1304-1375) de Damasco, em Uma votação final sobre a ratificação da teoria planetária, incorporou o lema Urdi e eliminou a necessidade do equante através da introdução de um epiciclo a mais (o elo-Tusi), a partir do sistema ptolomaico de uma forma que era matematicamente idêntica à que Nicolau Copérnico fez no século XVI. Ao contrário dos astrônomos anteriores a dele, Ibn al-Shatir não estava preocupado em aderir aos princípios teóricos da filosofia natural e da cosmologia aristotélica, mas sim produzir um modelo que era mais consistente com as observações empíricas. Assim, seu modelo estava em melhor acordo com as observações empíricas que qualquer outro modelo, e foi também o primeiro que permitiu verificações experimentais. Sua obra, assim, foi uma virada na astronomia e pode ser considerada como uma "Revolução Científica antes do Renascimento." Seu modelo foi posteriormente adaptado por Copérnico para uma versão heliocêntrica, que foi terminado matematicamente com a inversão da direção do último vetor que liga a Terra ao Sol.

### O movimento da Terra
No século IX, Albuxar de Bactro (Albumasar) desenvolveu um modelo planetário que alguns interpretaram como um modelo heliocêntrico. Isso se deve a sua revolução orbital dos planetas, que foi considerada como revoluções heliocêntricas, em vez de geocêntricas, e a única teoria planetária conhecida em que isso ocorre é a teoria heliocêntrica. Seu trabalho sobre a teoria planetária não sobreviveu, mas seus dados astronômicos mais tarde foram registrados por Alhaximi e Albiruni.
No século XI, Albiruni, em resposta a al-Sijzi e aos astrônomos indianos que acreditavam no heliocentrismo e/ou na rotação da Terra, escreveu em seu Indica:
Eu vi o astrolábio chamado Zuraqi, inventado por Abu Sa'id Sijzi. Eu gostei muito e o elogiei bastante, pois é baseado na ideia nutrida por alguns dos efeitos que o movimento que vemos é devido ao movimento da Terra e não ao do céu. Por minha vida, este foi e é um problema de difícil solução e refutação. [...] Pois é o mesmo se você tomá-lo de que a Terra está em movimento ou o céu. Pois, em ambos os casos, não afeta a ciência astronômica. Serve apenas para um físico ver se é possível refutá-lo ou não.
O trabalho de Ali al-Qushji (falecido em 1474), que trabalhou em Samarcanda e depois em Istambul, é visto como um exemplo tardio da inovação da astronomia teórica islâmica, e acredita-se que ele pode ter influenciado Nicolau Copérnico, devido aos argumentos semelhantes sobre a rotação da Terra. Antes de al-Qushji, o único astrônomo a apresentar um argumento empírico para a rotação da Terra foi Nasīr al-Dīn al-Tūsī (falecido em 1274), que usou o fenômeno dos cometas para refutar a afirmação de Ptolomeu de que a imobilidade da Terra poderia ser determinada exclusivamente através da observação. Al-Tusi, no entanto, aceitou que a Terra era estacionária, baseando-se na filosofia natural em vez de particularmente na cosmologia aristotélica. No século XV, as influências da física e da filosofia natural aristotélica estavam em declínio, devido à oposição religiosa. Al-Qushji, em Discussão de uma suposta dependência da Astronomia sobre a Filosofia, rejeitou portanto a física aristotélica e separou completamente a filosofia natural da astronomia, permitindo que a astrofísica se tornasse uma ciência puramente empírica e matemática. Isso lhe permitiu explorar explicações alternativas para a noção aristotélica de uma Terra estacionária, já que ele explorou a ideia de uma Terra móvel. Ele reelaborou o argumento de al-Tusi e concluiu, com base no empirismo e não na filosofia especulativa, que a teoria da Terra em movimento tem a mesma probabilidade de ser verdadeira que a teoria da Terra estacionária, e que não é possível deduzir empiricamente qual delas é correta.
No século XVI, o debate sobre o movimento da Terra foi continuado por al-Birjandi (falecido em 1528) que, em sua análise sobre o que poderia ocorrer se a Terra girasse, ele desenvolveu uma hipótese semelhante à noção de Galileu Galilei de "inércia rotacional", a qual ele descreveu na seguinte experiência (em resposta a um argumento de Cobadim de Xiraz):
Uma pedra pequena ou grande cairá na Terra ao longo de uma trajetória retilínea que é perpendicular ao plano (sath) do horizonte; este fato é comprovado experimentalmente (tajriba). Esta perpendicular vai do ponto tangente à esfera terrestre ao plano do horizonte observável (hissi). Este ponto se move com a rotação da Terra e, portanto, não faz diferença o local de queda das duas pedras.

## Instrumentos e aparelhagens

### Instrumentos ópticos
Alhazém fez a primeira descrição clara e uma análise correta do funcionamento da câmera esscura e da câmera com orifício em Tesouro da óptica (1021). Em sua obra anterior Maqala fi daw al-qamar (A Luz da Lua), a fim de provar que "a luz é emitida por todos as partes da superfície iluminada da lua", ele construiu um "engenhoso dispositivo experimental." A primeira pesquisa óptica a descrever uma lente de aumento utilizada em um instrumento também foi encontrada no Tesouro da óptica de Alhazém. Seus trabalhos sobre refração da luz e espelhos parabólicos, bem como a criação de outros instrumentos, como a câmera escura, também ajudaram a desencadear a Revolução Científica.

### Instrumentos de laboratório
Durante seus experimentos de física, Albiruni inventou a medida cônica, a fim de encontrar a relação entre o peso de uma substância no ar e o peso da água deslocada por ela, e para medir com precisão os pesos específicos de pedras preciosas e seus metais correspondentes, que estão muito próximas medições modernas.
Albiruni também inventou o balão de laboratório e o picnômetro no início do século XI. Já a balança hidrostática e a balança romana foram inventadas por Alcazini no início do século XII. As primeiras descrições conhecidas para estes instrumentos foram encontradas em Tratado sobre o equilíbrio da Sabedoria, de Alcazini (1121). Albiruni inventou também o aerômetro para medir densidades e para a verificação da temperatura dos líquidos. Este instrumento foi descrito por Alcazini um século mais tarde.
Também no século XI, Avicena empregou pela primeira vez um termômetro de ar rudimentar para medir o calor e a frieza do ar seco. Ele também inventou a serpentina refrigerada, que condensa os vapores aromáticos para a produção de óleos essenciais através da destilação a vapor.

### Outras invenções
A primeira bomba de sucção foi inventada em 1206 pelo engenheiro e inventor árabe Al-Jazari. A bomba de sucção mais tarde apareceu na Europa no século XV. A bomba 'monobloco' de seis cilindros, de Taqi al-Din, inventada em 1551, poderia também produzir um vácuo parcial, que se forma quando "uma vez que o peso de chumbo se movimenta para cima, ele puxa o pistão com ele, produzindo o vácuo, que suga a água através de uma válvula de charneira que se move em sentido único, dentro do cilindro do pistão." Ele também inventou a primeira turbina a vapor prática como uma força motriz para o primeiro movido a vapor e de auto-espeto giratório, como descrito em seu livro, Al-Turuq al-samiyya fi al-alat al-ruhaniyya (Os Métodos  Sublimes das Máquinas Espirituais), concluído em 1551 d.C. (959 AH) [173].
No século XIV, Ibn al-Shatir inventou a bússola de sol, um dispositivo de cronometragem que incorpora tanto o relógio básico como a bússola magnética. O invento tinha o objetivo de encontrar os horários das orações Salá. Os árabes também inventaram a rosa-dos-ventos de 32 pontas, durante a Idade Média. Um instrumento cartográfico quibla com um relógio e uma bússola ligados foi criado por Muhammad Husayn no século XVII.

## Outros experimentos
Outros experimentos relacionados à física incluem o invento de Abbas Ibn Firnas, "uma espécie de metrônomo", e sua tentativa de criar uma sala de simulação artificial do tempo, na qual os espectadores viam estrelas e nuvens e se admiravam com trovões e relâmpagos artificiais, que eram produzidos por mecanismos ocultos no laboratório do porão. Possivelmente, a primeira e maior aproximação à explicação para o raio e a eletricidade a partir de qualquer outra fonte, é atribuída aos árabes, que antes do século XV tinham a palavra árabe para relâmpago (raad) referindo-se ao raio elétrico.

### Magnetismo
Os escritores árabes conheciam o magnetismo desde o século IX, quando Rasis escreveu um tratado sobre o assunto. No século XII, Ibn Bajjah (Avempace) descreveu as propriedades dos imãs e a atração do ferro. Tais como alguns dos antigos filósofos gregos, os filósofos pré-islâmicos também estavam conscientes das propriedades do "plástico" natural âmbar, e observaram que ele podia atraía pequenos pedaços de papel.
Após a chegada de uma bússola rudimentar da China, por volta do século XII ou XIII, a geografia islâmica e as ciências náuticas atingiram um alto grau de desenvolvimento com a utilização da bússola magnética. Os primeiros usos astronômicos da bússola magnética também são encontrados em um tratado sobre instrumentos astronômicos, escrito pelo sultão yemeni al-Ashraf (falecido em 1296 d.C.), em 1282 d.C. (681 AH). Esta foi a primeira referência a bussola astronômica na literatura.
A bússola de Al-Ashraf utilizava uma agulha de aço magnetizado através da fricção com uma pedra magnética, devido às agulhas de aço manter as suas propriedades magnéticas por mais tempo que agulhas de ferro. Al-Ashraf também fornece explicações detalhadas sobre as propriedades magnéticas da agulha. Ele tinha conhecimento de que quando o fim esfregada com a pedra magnética, que cada cabeça mantém a sua atração para voltar para o norte ou sul, referindo-se ao fato de que a cabeça da agulha, que não é friccionado também mudou seu comportamento. Ele também descreveu duas falhas da primeira bússola magnética: "a perda das propriedades magnéticas e de atrito do cone", e escreveu que estas eram as razões pelas quais foi negligenciado pelos "estudiosos". Al-Ashraf, em seguida, desenvolve uma bússola melhorar a sua utilização como indicador quibla "instrumento a fim de encontrar a direção a Meca. Al-Ashraf instrumento foi um dos primeiros compassos seco, e parece ter sido inventado independentemente de Peter Peregrinus.
No século XIV, Ibn al-Shatir inventou a bússola de sol, um dispositivo de cronometragem que incorpora tanto o relógio básico como a bússola magnética. O invento tinha o objetivo de encontrar a direção da quibla e os horários das orações Salá. Os árabes também inventaram a rosa-dos-ventos de 32 pontos, durante a Idade Média.
Os astrônomos muçulmanos tinham conhecimento da declinação magnética por volta do século XV, quando o astrônomo egípcio 'Izz al-Din al-Wafa'i (falecido em 1469 ou 1471) mediu uma inclinação de 7° a partir de Cairo. Um instrumento cartográfico quibla com um relógio e uma bússola ligada a ele foi criado por Maomé Huceine no século XVII.